# Ненінська сільська рада
Нені́нська сільська рада (рос. Ненинский сельский совет) — сільське поселення у складі Солтонського району Алтайського краю Росії.
Адміністративний центр — село Ненінка.

## Населення
Населення — 944 особи (2019; 1094 в 2010, 1408 у 2002).

## Склад
До складу сільської ради входять:
| Населений пункт   | Населення, осіб (2002) | Населення, осіб (2010) |
| ----------------- | ---------------------- | ---------------------- |
| Ненінка, село     | 1212                   | 965                    |
| Нова Ажінка, село | 196                    | 129                    |